# Ayanis
Ayanis est une forteresse du royaume d'Urartu bâtie sous le règne du roi Rusa II (VIIe siècle av. J.-C., Anatolie orientale).
La forteresse urartéenne d’Ayanis (Rusahinili Eiduru-kai) est située près du village d’Aÿartÿ, à 38 km au nord de la ville moderne de Van (ancienne Tushpa) et à 300 m des rives du lac de Van. La forteresse, bâtie sur une colline rocheuse, est entourée de murs fortifiés qui délimitent une surface de 400 × 150 m. Les fouilles archéologiques y sont menées depuis 1989 par le département de protohistoire et archéologie du Proche-Orient de la Ege Üniversitesi d’İzmir.
La forteresse d’Ayanis et la ville qui la borde ont été construites et détruites au cours du règne du roi Rusa II. Elles livrent des informations archéologiques et historiques pour la période allant de 673 à 650 av. J.-C. et qui ont été publiées (A. Çilingiroÿlu et M. Salvini : Ayanis I. Ten Years’ Excavations at Rusahinili Eiduru-kai, 1989-1998, Rome, 2001).
Les nouvelles données archéologiques livrées par les fouilles d’Ayanis ont permis d’approfondir la connaissance de la culture urartéenne et de corriger parfois d’anciennes conclusions erronées.
Organisée par le musée du Louvre le 10 octobre 2008, une conférence d'Altan Çilingiroÿlu (Ege Üniversitesi, Izmir), actuellement directeur des fouilles, a permis d’aborder les nouvelles découvertes archéologiques et philologiques faites à Ayanis. Au cours de la campagne de fouilles de l'été 2008 a été notamment découvert un sceptre en or massif ayant probablement appartenu à une reine urartéenne. Cet objet pourrait appartenir à l'épouse du roi Rusa II.